# Liste der Naturdenkmale in Hirschfeld (Sachsen)
Die Liste der Naturdenkmale in Hirschfeld (Sachsen) nennt die Naturdenkmale in Hirschfeld im sächsischen Landkreis Zwickau.

## Definition
„Naturdenkmäler sind rechtsverbindlich festgesetzte Einzelschöpfungen der Natur oder entsprechende Flächen bis zu fünf Hektar, deren besonderer Schutz erforderlich ist
1. aus wissenschaftlichen, naturgeschichtlichen oder landeskundlichen Gründen oder
2. wegen ihrer Seltenheit, Eigenart oder Schönheit.“

„§ 18 – Naturdenkmäler – (zu § 28 BNatSchG)
(1) Die Erklärung nach § 22 Abs. 1 BNatSchG von Teilen von Natur und Landschaft als Naturdenkmal erfolgt durch Rechtsverordnung oder Einzelanordnung.
(2) Über § 28 Abs. 1 BNatSchG hinaus können Naturdenkmäler zur Sicherung von Lebensgemeinschaften oder Lebensstätten von im Bestand gefährdeten oder streng geschützten Arten festgesetzt werden.“

## Liste
Diese Auflistung unterscheidet zwischen Flächennaturdenkmalen (FND) mit einer Fläche bis zu 5 ha (bei Verordnung nach DDR-Recht auch mehr) und Einzel-Naturdenkmalen (ND).
Link zu einem Kartenansichtstool, um Koordinaten zu setzen.
| Bild                          | Bezeichnung           | Lage                                             | Beschreibung | Datum | Nummer       |
| ----------------------------- | --------------------- | ------------------------------------------------ | --- | ----- | ------------ |
| BW                            | Buchenberg Voigtsgrün | Voigtsgrün (50° 37′ 10,8″ N, 12° 26′ 1″ O)       | FND. 1643 m² Fläche. | 1963  | Z364.231.092 |
| mehr Fotos \| Fotos hochladen | Birnbaum              | Voigtsgrün (50° 38′ 1,8″ N, 12° 26′ 14,2″ O)     | Etwa 140 Jahre alter Birnbaum einer pomologisch nicht beschriebenen Sorte (überliefert als "Honigbirnen") in einem Garten abseits der Hauptstraße. Die untypisch breite Krone hat einen Durchmesser von über 10 Metern.                                     |       |              |
| mehr Fotos \| Fotos hochladen | Tierparkbuche         | Voigtsgrün (50° 37′ 40,4″ N, 12° 26′ 20,4″ O)    | Über 450 Jahre alte Rotbuche im Eingangsbereich des Hirschfelder Tierparks. Wegen des drohenden Orkans Kyrill wurde im Jahr 2007 die Krone des toten, einst 27 m hohen Baums auf noch 12 m eingekürzt. Der Baum hat einen gemessenen Stammumfang von 7,2 m. | 1999  |              |
| mehr Fotos \| Fotos hochladen | 2 Linden              | Voigtsgrün (50° 37′ 59,4″ N, 12° 26′ 42,5″ O)    | Nördlicher der beiden etwa 80 m voneinander entfernten Bäume am Wanderweg Voigtsgrün-Rottmannsdorf. | 1965  |              |
| mehr Fotos \| Fotos hochladen | 2 Linden              | Voigtsgrün (50° 37′ 57″ N, 12° 26′ 39,6″ O)      | Südlicher der beiden etwa 80 m voneinander entfernten Bäume am Wanderweg Voigtsgrün-Rottmannsdorf. | 1965  |              |
| mehr Fotos \| Fotos hochladen | Quarksteine           | Niedercrinitz (50° 37′ 59,2″ N, 12° 29′ 15,4″ O) | Auf der topographischen Karte als geologisches Naturdenkmal markiert, aber nicht in der Liste des Landkreises Zwickau enthalten. | ?     |              |